# Домузновас
Домузновас (італ. Domusnovas, сард. Domunoas) — муніципалітет в Італії, у регіоні Сардинія,  провінція Карбонія-Іглезіас.
Домузновас розташований на відстані близько 440 км на південний захід від Рима, 45 км на захід від Кальярі, 23 км на північний схід від Карбонії, 11 км на схід від Іглезіас.
Населення — 6268 осіб (2014).
Щорічний фестиваль відбувається 15 серпня
11 травня. Покровителька — Богородиця Небовзята.

## Демографія
Населення за роками:

Станом на 1 січня 2023 року в муніципалітеті офіційно проживали 42 іноземці з 17 країн, серед них 25 громадян країн Євросоюзу та 2 громадяни України.

## Сусідні муніципалітети
- Флумінімаджоре
- Гонносфанадіга
- Іглезіас
- Музеї
- Віллачідро
- Вілламассарджа